# (216888) Sankovich
(216888) Sankovich est un astéroïde de la ceinture principale.

## Description
(216888) Sankovich est un astéroïde de la ceinture principale. Il fut découvert le 2 novembre 2008 à Zelenchukskaya Station par Timur V. Kryachko. Il présente une orbite caractérisée par un demi-grand axe de 2,63 UA, une excentricité de 0,24 et une inclinaison de 12,1° par rapport à l'écliptique.

## Compléments